# Neodrepanis hypoxantha
La falsa nettarinia ventregiallo (Neodrepanis hypoxantha Salomonsen, 1933) è un uccello passeriforme della famiglia degli Eurilaimidi, endemico del Madagascar.

## Etimologia
Il nome scientifico della specie deriva dall'unione delle parole greche ὑπὸ (ypo, "sotto") e ξανθός (xanthos, "giallo"), col significato di "dalla parte inferiore gialla", in riferimento alla caratteristica livrea di questi uccelli, che frutta loro anche il nome comune.

## Descrizione

### Dimensioni
È un uccello di piccola taglia, lungo appena 9–10 cm.

### Aspetto
Possiede una coda corta ed un becco lungo, sottile e marcatamente ricurvo. Durante la stagione riproduttiva i maschi sfoggiano un piumaggio nerastro con evidenti sfumature blu iridescenti sul dorso, mentre il ventre e la gola sono di colore giallo molto vivace. Il becco e le zampe sono nerastri; alla base del becco e tutto intorno agli occhi, che sono bruni, è presente una caruncola di colore blu oltremare tendente al turchese. Nelle femmine, ma anche nei maschi al di fuori della stagione riproduttiva, il piumaggio del dorso è più opaco, tendente al verde oliva, mentre la parte ventrale è ugualmente gialla.

## Biologia

### Comportamento
Si tratta di uccelli diurni e principalmente solitari, marcatamente territoriali nei confronti di conspecifici e di animali dalle medesime abitudini alimentari (come le nettarinie propriamente dette), che passano la maggior parte del proprio tempo muovendosi velocemente fra la vegetazione alla ricerca di cibo.

### Alimentazione
N. hypoxantha ha una dieta prevalentemente nettarivora e, in misura minore, insettivora, nutrendosi del nettare dei fiori e dei piccoli insetti che eventualmente possa trovare nelle corolle visitate.

### Riproduzione
La nidificazione avviene tra novembre e gennaio. I maschi divengono in questo periodo particolarmente intolleranti e aggressivi nei confronti degli intrusi dello stesso sesso, e si esibiscono in parate atte ad attrarre il maggior numero possibile di femmine con cui accoppiarsi: le femmine si occupano da sole della costruzione del nido, della cova e delle cure parentali verso i nidiacei, tuttavia mancano informazioni su questi aspetti della riproduzione.

## Distribuzione e habitat

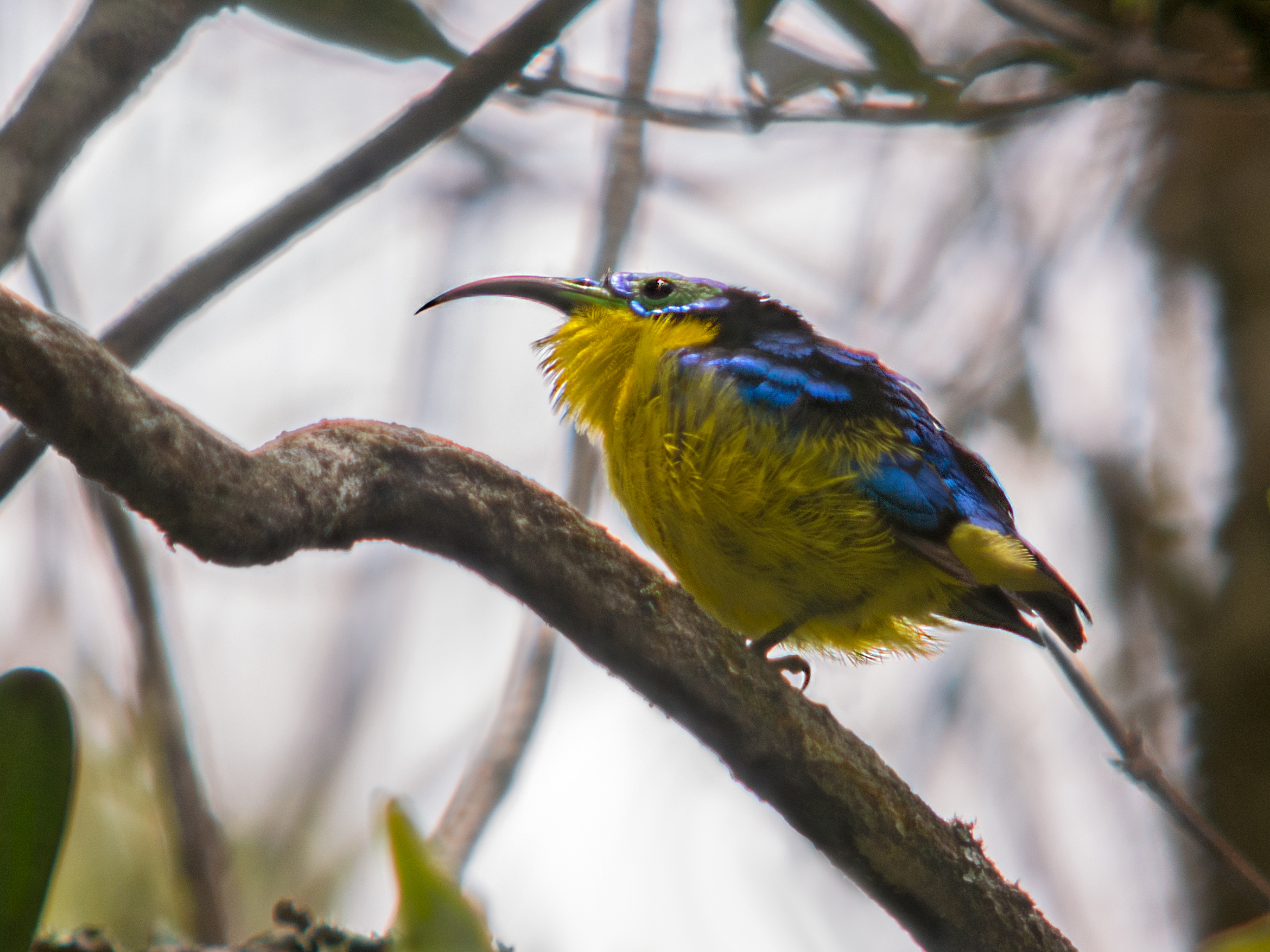
Un maschio nel Parco nazionale di Ranomafana.

L'areale di questa specie è ristretto alle aree di alta montagna del Madagascar orientale, tra i 1.200 (limite della vegetazione arborea) e i 2.500 m di altitudine: gli habitat occupati vanno dalla foresta pluviale montana alla foresta montana sclerofilla, spingendosi sino alle aree di macchia ericoide di alta montagna.

## Conservazione
In passato, non essendo note le abitudini montane della specie, se ne conoscevano solo 13 esemplari ottenuti dal 1933 in poi e si ritenevano questi uccelli come in serio pericolo di estinzione. Attualmente, tuttavia, la IUCN Red List classifica N. hypoxantha come specie vulnerabile, in virtù dell'areale molto selettivo e ristretto e della conversione dell'habitat in aree coltivate.
Ne è stata rilevata la presenza in numerose aree protette del Madagascar tra cui il parco nazionale di Andohahela, il parco nazionale di Andringitra, la Riserva speciale di Anjanaharibe Sud, il parco nazionale di Andasibe-Mantadia, il parco nazionale di Marojejy, la riserva speciale di Marotandrano, il parco nazionale di Ranomafana, la riserva naturale integrale dello Tsaratanana, il parco nazionale di Zahamena.